# Huszár-kormány

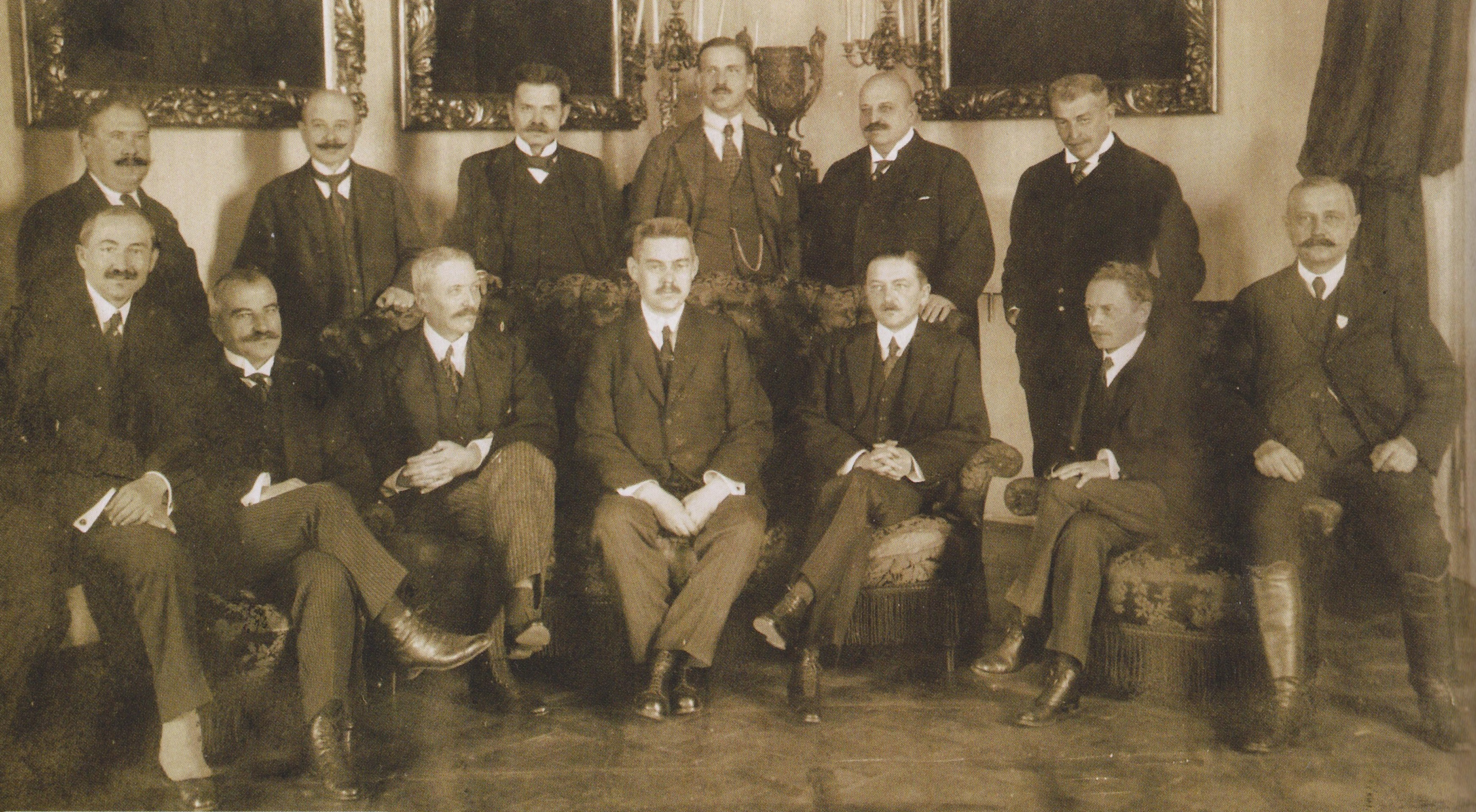
A Huszár-kormány

A Huszár-kormány 1919. november 24. és 1920. március 15. között vezette Magyarországot. A Friedrich-kormányt váltotta, melynek több tagját – köztük az előző miniszterelnök Friedrich Istvánt is – átvette.

## A kormány tagjai
| név                                                | hivatal kezdete    | hivatal vége      | párt/szervezet                   | megjegyzés                       |
| Miniszterelnök                                     | Miniszterelnök     | Miniszterelnök    | Miniszterelnök                   | Miniszterelnök                   |
| -------------------------------------------------- | ------------------ | ----------------- | -------------------------------- | -------------------------------- |
| Huszár Károly                                      | 1919. november 24. | 1920. március 15. | KNEP                             |                                  |
| Belügyminiszter                                    |                    |                   |                                  |                                  |
| Beniczky Ödön                                      | 1919. november 24. | 1920. március 15. | KNEP                             |                                  |
| Külügyminiszter                                    |                    |                   |                                  |                                  |
| Somssich József                                    | 1919. november 24. | 1920. március 15. | pártonkívüli                     |                                  |
| Pénzügyminiszter                                   |                    |                   |                                  |                                  |
| Korányi Frigyes                                    | 1919. november 24. | 1920. március 15. | Országos Kisgazdapárt            |                                  |
| Igazságügy-miniszter                               |                    |                   |                                  |                                  |
| Bárczy István                                      | 1919. november 24. | 1920. március 15. | Nemzeti Demokrata Polgári Párt   |                                  |
| Honvédelmi miniszter                               |                    |                   |                                  |                                  |
| Friedrich István                                   | 1919. november 24. | 1920. március 15. | KNEP                             |                                  |
| Vallás- és közoktatásügyi miniszter                |                    |                   |                                  |                                  |
| Haller István                                      | 1919. november 24. | 1920. március 15. | KNEP                             |                                  |
| Földmívelésügyi miniszter                          |                    |                   |                                  |                                  |
| Rubinek Gyula                                      | 1919. november 24. | 1920. március 15. | Országos Kisgazdapárt            |                                  |
| Kereskedelemügyi miniszter                         |                    |                   |                                  |                                  |
| Heinrich Ferenc                                    | 1919. november 24. | 1920. március 15. | Nemzeti Liberális Párt           |                                  |
| Népjóléti és munkaügyi miniszter                   |                    |                   |                                  |                                  |
| Peyer Károly                                       | 1919. november 24. | 1920. január 16.  | Nemzetközi Szociáldemokrata Párt |                                  |
| Huszár Károly                                      | 1920. január 16.   | 1920. március 15. | KNEP                             | miniszterelnökként, ideiglenesen |
| A nemzetiségi kisebbségek tárca nélküli minisztere |                    |                   |                                  |                                  |
| Bleyer Jakab                                       | 1919. november 24. | 1920. március 15. | KNEP                             |                                  |
| Tárca nélküli (közélelmezésügyi) miniszter         |                    |                   |                                  |                                  |
| Nagyatádi Szabó István                             | 1919. november 24. | 1920. március 15. | Országos Kisgazdapárt            |                                  |
| Tárca nélküli (kisgazdaügyi) miniszter             |                    |                   |                                  |                                  |
| Sokorópátkai Szabó István                          | 1919. november 24. | 1920. március 15. | Országos Kisgazdapárt            |                                  |